# Koneradské lúky
Koneradské lúky este o arie protejată (arie specială de conservare — SAC, sit de importanță comunitară — SCI) din Slovacia întinsă pe o suprafață de 53,94 ha, integral pe uscat.

## Localizare
Centrul sitului Koneradské lúky este situat la coordonatele 48°08′28″N 18°58′13″E / 48.141192°N 18.970159°E.

## Înființare
Situl Koneradské lúky a fost declarat sit de importanță comunitară în decembrie 2021.

## Biodiversitate
Situată în ecoregiunea panonică, aria protejată conține 2 habitate naturale: Fânețe de joasă altitudine (Alopecurus pratensis, Sanguisorba officinalis), Pajiști stepice subpanonice.
La baza desemnării sitului se află un număr nedeclarat de specii protejate.
Pe lângă speciile protejate, pe teritoriul sitului au mai fost identificate 1 specie de plante.